# Hrabstwo Cross

Piramida wieku hrabstwa

Hrabstwo Cross (ang. Cross County) – hrabstwo w stanie Arkansas w Stanach Zjednoczonych.
Obszar całkowity hrabstwa obejmuje powierzchnię 622.33 mil2 (1 612 km²). Według danych z 2010 r. hrabstwo miało 17 870 mieszkańców. Hrabstwo powstało 15 listopada 1862.

## Główne drogi
- U.S. Highway 49
- U.S. Highway 64
- Highway 1
- Highway 42
- Highway 75

## Sąsiednie hrabstwa
- Hrabstwo Poinsett (północ)
- Hrabstwo Crittenden(wschód)
- Hrabstwo St. Francis (południe)
- Hrabstwo Woodruff (zachód)
- Hrabstwo Jackson (północny zachód)

## Miasta i miejscowości
- Cherry Valley
- Hickory Ridge
- Parkin
- Wynne